# Flinch
Flinch to fiński zespół rockowy, który powstał w 2003 roku. Na początku Flinch był szkolnym zespołem, występującym na uroczystościach organizowanych przez ich szkołę, po wielkich zmianach, które przeistoczyły zespół w pełen energii, fińskojęzyczny zespół, który wydał swój nowy album „Irrallaan” 9.04.2008. „Irrallaan”, które może mniej więcej może być przetłumaczone jako „Luźny”, jest drugą płytą zespołu, i został wyprodukowany przez starszego brata Villego, Jonnego, który jest lepiej znany ze swojej roli jako front men Negative. Pierwszy album zespołu, „Kuvastin” ('Lustro') został wydany w 2006 roku I osiągnął 17. miejsce na fińskich listach muzycznych. Dwa single z albumu - 'Tuulet' (Wiatr) and 'Liikaa' (Za Dużo) osiągnęły odpowiednio 2. i 3. miejsce na listach. Podczas wiosny 2007, skład zespołu całkowicie się zmienił i został tylko Ville, wokalista. Juuso, Olli, Tuukka i Mice zostali zastąpieni przez Oskari, Haiwe, Tommi I Jaakko. Ville wyjaśnił przyczyny tej zmiany „sytuacja z oryginalnym składem osiągnęła punkt, gdzie rozpad był jedynym wyjściem, ponieważ członkowie zespołu chcieli innych rzeczy. Jednak pomimo zmiany w składzie, wielu fanów pozostało wiernych i inni przychodzą na nasze koncerty i dobrze się bawią. Ogólnie opinie są bardzo pozytywne.” Początkiem zespołu może być 2003 rok, kiedy Ville i jego szkolni koledzy z Nokii założyli zespół. Z początku był on uznawany jako zespół naśladujący sukces starszego brata Villego, Jonnego Aarona, po prostu dlatego, że są ze sobą spokrewnieni. Jednak, w przeciwieństwie do Negative, muzyka Flinch jest głównie skierowana do fińskojęzycznych słuchaczy, mimo to zespół ma dużo fanów poza granicami Finlandii. Ciężko pracujący, ambitny zespół ma własną motywację i plany na przyszłość, chęć tworzenia muzyki, przyciąga bezstronnych ludzi na ich koncerty by mogli odkryć radosną, jednakże ponurą potężną muzykę Flinch. Mimo że przyszłość wygląda przejrzyście, gwiazdy na niebie oświetliły ciemne sprawy, niektórych z byłych członków zespołu, którzy mieli plan by wystąpić o prawa do nazwy 'Flinch'. Powodem tego był fakt, że Ville i nowi członkowie zespołu nadal grali pod tą nazwą, chociaż została ona wymyślona przez Villego i jednego z byłych członków zespołu, który zaniepokoił się na początku Stycznia 2008 kiedy „Taivas Tähtiverhoineen” zaczęto grać w radiu. Drugi singiel z albumu nazywa się „1986” i pochodzi z nadchodzącego albumu „Irrallaan”, który zawiera oba single i w sumie 10 dobrych rockowych piosenek.

## Skład

### Obecny skład zespołu
- Ville Liimatainen - wokal
- Haiwe - gitara
- Kosti Amuri (Olli Anttila)- gitara
- Tommi Tampere (Tommi Tenkula) – bas
- Oskari Salo - perkusja

### Byli członkowie
- Mikko Häkkilä (Mice) – gitara
- Olli Laukkanen - gitara
- Juuso Valkeala - perkusja
- Tuukka Hänninen - bas
- Jaakko Alhola - gitara

## Dyskografia

### Albumy
- Kuvastin (2006)
- Irrallaan (2008)
- Äänet (2011)

### Single
- Tuulet (2005)
- Liikaa (2006)
- Taivas tähtiverhoineen (2008)
- 1986 (2008)
- Roosa (2010)
- Tänä Iltana (2011)